# 滝裕二郎
滝 裕二郎（たき ゆうじろう、旧芸名：滝裕次郎、1967年2月3日 - ）は、福岡県出身の日本の俳優。血液型O型。エフ・エム・ジー所属、劇団ハラホロシャングリラ所属。特技はブラジリアン柔術（茶帯）/総合格闘技/テニス。バレーボール/剣道。趣味はキャンプ

## 出演

### テレビドラマ
- CODE-願いの代償- 第4話（2023年7月23日、読売テレビ・日本テレビ） - 病院の院長 役
- アノニマス〜警視庁“指殺人”対策室〜 第5話（2021年2月22日、テレビ東京系）
- 木曜ドラマ劇場 ヤメゴク〜ヤクザやめて頂きます〜 第2話（TBS） - 十二弁護士 役
- 金田一少年の事件簿 獄門塾殺人事件（日本テレビ） - 町工場の社長 役
- 刑事吉永誠一 涙の事件簿 第8話（テレビ東京、2013年） - 小野寺 役
- 相棒
  - season11 第18話（2013年） - 轢き逃げを目撃した男 役
  - season18 第17話（2020年） - 寺田肇
- 働くゴン!（日本テレビ） - 報道カメラマン 役
- 月曜ゴールデン 十津川警部シリーズ41・寝台特急殺人事件（TBS） - 遠山正男 役
- トライアングル 第1話（フジテレビ） - 佐上雅人役
- 日曜劇場 Tomorrow〜陽はまたのぼる〜 第1話（TBS） - 被害者の家族 役
- 貧乏男子 ボンビーメン 第1,2,3話（日本テレビ） - 消費者金融社員 役
- 世にも奇妙な物語 秋の特別編 -（フジテレビ） - 警官 役
- ホタルノヒカリ 第3話（日本テレビ） - サラリーマン 役
- ハケンの品格（日本テレビ） - 岡田裕次郎 役
- ケータイ刑事 銭形泪 第12話（BS-i） - 容疑者 役
- 金田一少年の事件簿吸血鬼伝説殺人事件（日本テレビ） - 警官 役
- はみだし刑事情熱系（テレビ朝日） - 被害者の元同僚 役
- さわやか3組（NHK） - 船の操縦士/沢井先生 役
- オレ達がむしゃら甲子園（テレビ朝日、1986年） - 野球部員 役
- イグナイト -法の無法者- 第1話（2025年4月18日、TBS） - 高野 役

### テレビ
- 高校講座 家庭総合（NHK)
- 未来創造堂（日本テレビ） - 帝国ホテル総料理長 役
- 笑売繁盛「爆笑王誕生」（日本テレビ）
- クイズ!当たって25%（TBS）
- タモリのボキャブラ天国（フジテレビ）
- ハラホロシャングリラ「からっぽなクラゲ'96」（WOWOW）

### 映画
- KANO 1931海の向こうの甲子園 - 札幌商業学校野球部監督 役
- DOG×POLICE 純白の絆 - 爆発物処理班隊長 役
- リアル鬼ごっこ2 - 刑事 役
- BALLAD 名もなき恋のうた - 狙撃手 役
- 不灯港 - 漁師 役
- ワイルドスピード3 - ガソリンスタンド店員 役
- 寿ネバーダイ - 大森 役
- 輝け星くず[1]

### CM
テレビ
- KIRIN一番搾り - 「岡山づくり 方言に出会う」篇
- 三共ヘルスケア クリーンデンタル - 「握手」篇・「密着」篇
- タウンワーク - 「祭り」篇
- 森永製菓 ウィダーinゼリー - 「フレフレ、オレ」篇
- オリコカード - 「登場」篇
- パナソニック
- NTT東日本 - 「光と小学校」篇
- ダイハツ - 「くらしの真ん中で働く人たち」篇
- ロート製薬 - 和漢箋
- イオン - トップバリュコレクション「Fit You！」篇
- セブンイレブン - スターウォーズキャンペーン
- NTT西日本 - オフィス・光ソリューション「それっきりIT」篇
- ケロッグ - オールブラン
- ハウス食品 - ウコンの力
- かんぽ生命 - その日から
- ケイ・オプティコム - eo光（関西地区）
- SONY - ハンディカム
- NTT東日本 - Bフレッツ（宮城県のみ）
- アメリカンファミリー生命保険 - アフラック
- サークルK
- 任天堂 - マリオPGAゴルフ
- 佐藤製薬 - ユンケル黄帝液
- P&G - アリエールジェルウォッシュ
- ニッスイ - プレゼントキャンペーン
- WOWOW - サッカー欧州チャンピオンズリーグ
- カルビー - チーズビット、おさつスナック
- ソフトバンク - ソフトバンク光「とにかく早い男」篇

### 携帯ドラマ
- LISMO Video Store - 連続ドラマ『革命ステーション5+25』 チーフカメラマン・池谷寿一役

### 舞台
劇団ハラホロシャングリラの出演作品
- ロマンチック（2007年11月／紀伊国屋ホール）
- われもの注意（2007年6月／紀伊国屋サザンシアター）
- ピンク（2006年11月／シアターサンモール）
- プラス／マイナス／ゼロ（2006年6月／紀伊国屋サザンシアター）
- Duralumin Case ジュラルミンケース（2005年11月／シアターサンモール）
- ジェスチャーゲーム（2005年6月紀伊国屋サザンシアター）
- ワンダーランド（2004年11月／紀伊国屋ホール）
- 受付の女たち'04（2004年6月／紀伊国屋ホール）
- MISS（2003年8月／紀伊国屋ホール）
- ロマンチック ROMANTIQUE（2002年11月／シアターサンモール）
- 怖いのキライ!（2002年5月／シアターサンモール）
- あなたとホテルに来た理由（2001年11月／シアターサンモール）
- 受付の女たち（2001年5月／シアターサンモール）
- Duralumin Case（2000年11月／青山円形劇場）
- ラジオ体操の朝（2000年4月／シアターサンモール）
- われもの注意（劇団旗揚げ10周年記念3ヶ月連続公演／2000年1月／シアターサンモール）
- ぬりたてのペンキ（劇団旗揚げ10周年記念3ヶ月連続公演／1999年12月／シアターサンモール）
- ただそれだけのこと（劇団旗揚げ10周年記念3ヶ月連続公演／1999年11月／シアターサンモール）
- Rest Room（1999年6月／シアターサンモール）
- Refresh Room（1998年11月／シアターサンモール）
- 不思議の環2（1997年11月／シアターサンモール）
- ScrapBook（1997年5月／シアターサンモール）
- われもの注意（1996年10月／シアターサンモール）
- からっぽなクラゲ'96（1996年5月／池袋東京芸術劇場小ホール）
- どうしようもないもの（1995年12月／シアターサンモール）
- KEY WORDS（1995年7月／シアターモリエール）
- ただそれだけのこと（1995年3月／シアターサンモール）
- 不思議の環（1994年11月／新宿ヴィブランシアター）
- いちばん大事なもの（1994年8月／シアターサンモール）
- からっぽなクラゲ（1994年6月／シアターモリエール）
- 考える人（1993年11月／シアターモリエール）
- ちぐはぐ（1993年7月／シアターVアカサカ）
- ぬりたてのペンキ（1992年12月／原宿ラフォーレエスパス）
- Staccato（1992年7月／シアターモリエール）
- Poco-Adagio（1991年8月／渋谷109スタジオ）
- シャカリキ（1990年5月／明大前キッドアイラックホール）
- 君はバカを見たか?（1989年10月／明大前キッドアイラックホール）
- 想像絶する300円の謎（1989年7月／明大前キッドアイラックホール）

その他の出演舞台作品
- リバー・パラドックスVOL.3　毎日がエブリデー（2006年3月／北沢タウンホール）
- プチケカ・マヌーバーズ　盛りあがりのないテーブル　客演（1998年2月／新宿スペース107）
- バラライカLIVEVOL.2（1992年5月／シアターモリエール）
- バラライカLIVEVOL.1　グラニュー糖は一粒でも甘い（1991年5月／銀座小劇場）
- 劇団ビタミン大使ABC　エッタ・プレースの乾いた唇　客演（1990年8月／シアターサンモール）
- 劇団ビタミン大使ABC　サンダル野郎　客演（1990年3月／池袋スタジオ200）

### ラジオ
- プリンスホテルシリーズ

### スチール
- マルハニチロ（企業広告）

### ビデオ
- おわらい バカ爆発!VOL.1〜
- 笑撃スクランブル

### 賞詞
コントユニット・『バラライカ』として受賞
- 第8回 高田文夫杯争奪OWARAIゴールドラッシュ優勝
- 平成4年度NHK新人演芸大賞優秀賞